# ハルキ島
ハルキ島（ハルキとう、ギリシア語: Χάλκη）は、ギリシャのロドス島の西6kmほどに位置する、ドデカネス諸島の島。面積は28平方kmで、ドデカネス諸島の有人島では最も小さい。ロドス県ハルキ市に所属する。人口は季節により変動するが、2011年の国勢調査では478人で、唯一の村であるエンボリオ村に集中している。コミュニティはホリオとエンポリオの2つの部分に分けられる。
作家の村上春樹は『遠い太鼓』のなかで、自身と名前が同じという理由でハルキ島を訪れたようすを記している。また、のちの『スプートニクの恋人』は、「ロドス島の近く」の「あまりにも小さくて、かたちもよくわからない」島が舞台のひとつとなっている。
また、この島の周囲にはハルキエビという固有種のエビがおり、体長5-6cmの真っ赤なこのエビは、食用として親しまれている。

## 歴史
かつてははるかに大きな人口を養っていたが、20世紀半ばの移民でホリオ村はほぼ完全に放棄された。相当数の島民が渡ったフロリダ州ターポンスプリングスには、今日もギリシャ系アメリカ人のコミュニティが存続している。中世の聖ヨハネ騎士団の城塞から、旧市街やフレスコ画の残る礼拝堂を見渡すことができる。
ハルキ島の支配者
| ローマ帝国       | 前27年 - 395年  |
| ビザンティン帝国 | 395年 - 7世紀   |
| アラブ人         | 7世紀 - 825年   |
| ビザンティン帝国 | 825年 - 1204年  |
| ヴェネツィア     | 1204年 -        |
| ジェノヴァ       | - 1523年        |
| オスマン帝国     | 1523年 - 1912年 |
| イタリア         | 1912年 – 1948年 |
| ギリシャ         | 1948年          |

## ハルキ市
ハルキ市は周辺の島嶼を含む、総面積37.043km2の市である。そのうち最大の島は、北東のアリミア島である。漁業も重要だが、中心的な産業は観光である。湧水がないため、雨水を大きな貯水槽で蓄えている。飲料水はロドス島からもたらされるが、人口の増える夏季には不足する可能性がある。